# استغلال العمل

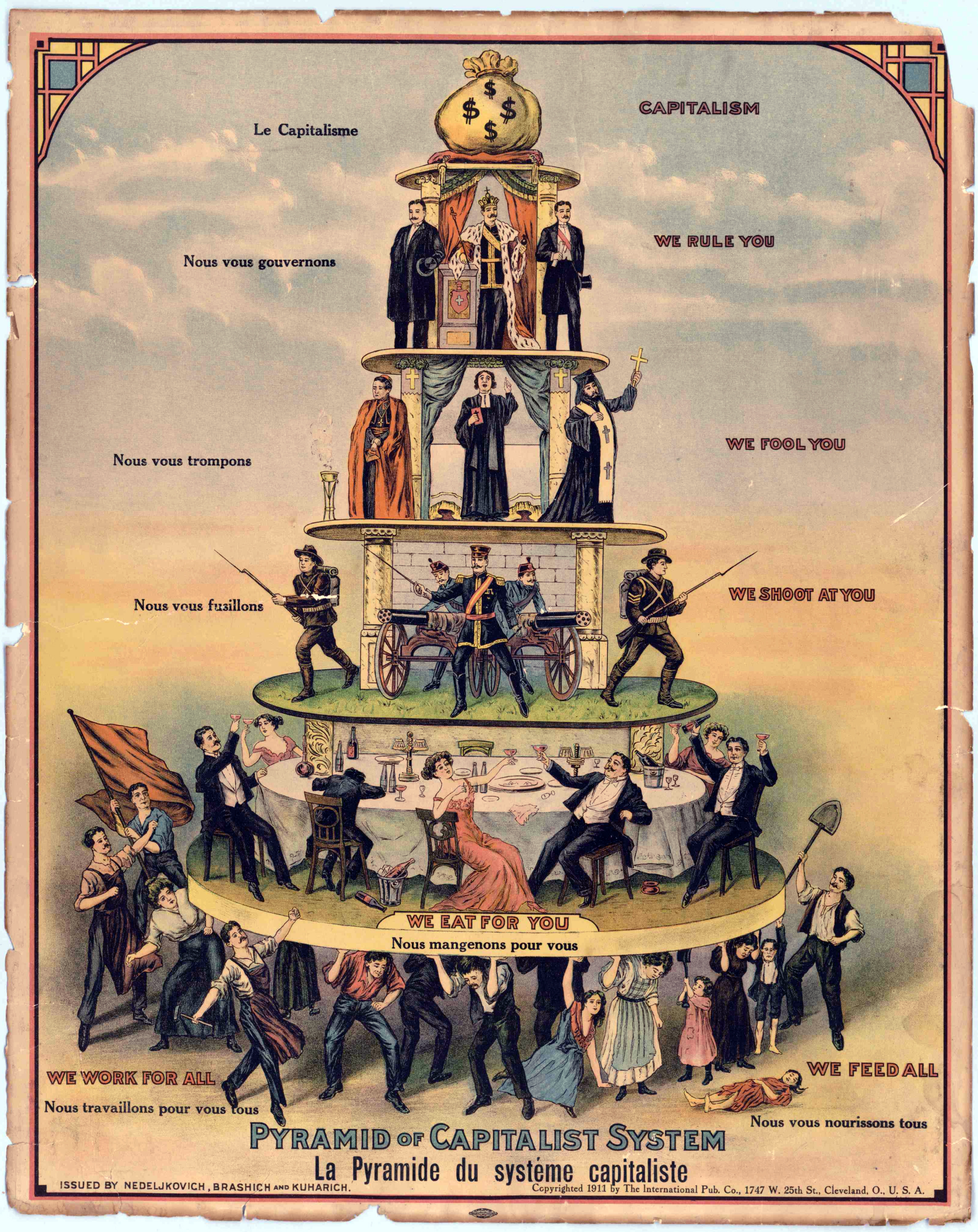
بوستر ضد الرأسمالية، 1911

استغلال العمل يُقصد به أي معاملة غير عادلة للعمَّال من أجل المنفعة الشخصيَّة، ويمكن القول أنَّه علاقة اجتماعية غير متكافئة بين العمَّال وأرباب العمل ، وهو استغلال غير عادل لشخص آخر بسبب وضعه المُتدني الأمر الذي يُعزِّز سلطة المُستغِل وسيطرته.
يُعتبر كارل ماركس هو الكاتب والمُنظِّر الأكثر تأثيراً في هذا المجال، ومع ذلك فهو لم يستخدم نفس التعريف الكلاسيكي لمفهوم استغلال العمل، وترفض النظريَّة الماركسيَّة الإطار الأخلاقي الذي يتمُّ وضعه لمفهوم الاستغلال، وإلى يومنا هذا ما يزال الكثير من فلاسفة الاقتصاد السياسي محتارين بين تفسير كارل ماركس وتفسير آدم سميث لفكرة استغلال العمل.

## النظريَّة الماركسيَّة
تعتبر نظرية استغلال العمل التي يُقدِّمها ماركس أحد العناصر الرئيسيَّة التي يقوم عليها الاقتصاد الماركسي، بل يعتبرها بعض المفكِّرين حجر الزاوية في الفكر الماركسي ككل، في رسالته: نقد لبرنامج غوتا Critique of the Gotha Program يضع ماركس المبادئ التي يجب أن يقوم عليها توزيع الثروة في ظل الحكم الاشتراكي أو الشيوعي وهي عمل الشخص وحاجته، وإنَّ الاستغلال هو عدم اعتماد هذين المبدأين عند توزيع الثروة، ويحدث الاستغلال أيضاً عندما يشتري شخصٌ ما سلعةً مقابل مبلغ لا يتوافق مع إجمالي العمل الذي قُدِّم لإنتاج السلعة، إن الناتج القومي الصافي NNP هو مجموع العمل الذي يقوم به كل الأفراد خلال فترة زمنيَّة معيَّنة ويجب توزيع هذا الناتج على أفراد المجتمع بطريقة معيَّنة تمنع حدوث الاستغلال، في هذا السياق يمكن تعريف المُستغِلين بأنهم الوكلاء الذين يتحكَّمون في تسويق السلع ويحصلون على إيرادات إضافية من ذلك وأحياناً يملكون أصول الإنتاج ممَّا يسمح بمزيدٍ من الاستغلال مع استخدامهم للعلاقات الاجتماعيَّة الاستغلالية وسيُشكِّلون في النهاية الطبقة البرجوازية، من جهة أخرى فإنَّ المُستَغَلين هم أولئك الذين يحصلون على عائد أقل من متوسط تقسيم الناتج القومي على عدد السكان، وحتى إذا تلقَّى العمال عائداً يساوي المتوسط المذكور تماماً فلن يتبقَ لهم أي فائض إضافي وبالتالي لا يمكن لهم الاستمتاع بثمرة عملهم الخاص، هؤلاء المُستَغَلون هم طبقة البروليتاريا.

## النظرية الليبرالية
يعتقد كثيرون أنَّ الليبرالية تفتقر إلى نظرية ملائمة لوصف الاستغلال بصورة مناسبة، لأنَّها أساساً لا تلتزم إلا بالحقوق والحريات الشخصية، وقد قدم هيل ستينر عدة حجج لدحض الادعاء بأن الليبرالية لا يمكنها توفير نظرية تبحث في مفهوم للاستغلال، فناقش أنواع التحويلات المالية الثلاثة بين الأفراد: التبرع أو الهبة، التبادل، السرقة، فالتبادل هو الوحيد الذي يمكن اعتباره عملية تحويل ثنائيَّة طوعيَّة رغم أنَّ عدم المساواة والغموض قد يصادف هنا أيضاً، وعلى الرغم من التمييز بين أنواع التحويلات هذه فإنَّ نظرية ستينر غير كافية لتكون شاملة لمفهوم الاستغلال، على عكس السرقة فإنَّ التبادل الاستغلالي يكون ثنائي ومتَّفق عليه طواعيةً بين الطرفين ويقوم على أساس غير متكافئ ويضطر الطرف المُستَغَل للقبول بعدم التكافئ هذا بسبب ظروفه الخاصَّة.
ولفهمٍ أفضل لظروف الاستغلال هذه لا بدَّ من تعميمها لتشمل العلاقات والمؤسَّسات الاجتماعيَّة لأنَّ مفهوم الاستغلال الفردي يبقى صحيحاً عند تعميمه على المؤسَّسة التي تحدث ضمنها التحويلات الاستغلالية، وأكثر من ذلك إذا كان جزء فقط من تلك التحويلات الثنائية استغلالي فإنَّ المؤسَّسة ككل تصبح استغلالية ، يبحث شتاينر في ظروف الاستغلال المؤسَّسيَّة غير العادلة، ويصفها بأنَّها انتهاك للحقوق التي يجب أن تقوم عليها المؤسَّسات الاجتماعية، ويمكن توضيح الاستغلال المؤسَّسي من خلال نقطتين:
- أسلوب الحرمان مُتَّبع بكثرة في الاستغلال ولكنَّه لا يشكل النمط أو الأسلوب الأهم المُتورِّط في حدوث الاستغلال وانتهاك الحقوق.
- إنَّ انتهاك الحقوق (السرقة) هو علاقة ثنائيَّة بين المُستَغِل والمُستَغَل، ولكنَّ الاستغلال هو علاقة ثلاثيَّة تتطلَّب وجود ثلاثة أشخاص أو ثلاثة جهات لحدوثه.

من وجهة نظر الليبراليَّة يمكن وصف الاستغلال بأنَّه علاقة رباعيَّة الأطراف تنشأ بين أربعة أطراف أو جهات مختلفة هي: الدولة، المُستَغِل، المُستَغَل، وأولئك الذين يعانون من الاستغلال وانتهاك الحقوق، في حين يعتقد آخرون أنَّ مصالح الدولة لا يمكن إدخالها ضمن هذه العلاقة وبذلك يقتصر الاستغلال برأيهم على علاقة ثلاثية أطرافها الثلاثة الباقون.
من وجهة نظر الليبرالية الكلاسيكيَّة فإنَّ نظام الدولة السياسي العام يجب أن يلتزم بمبدأ عدم التدخُّل، في حين يرفض المفكِّرون الحقوقيِّون مثل هنري جورج وهربرت سبنسر وجهة النظر هذه ويزعمون أنَّ حقوق الملكيَّة تخصُّ جميع الأفراد «فجميع الأراضي الصالحة للزراعة مثلاً يجب أن تكون ملكاً للجميع»، وتهدف حجتهم إلى إظهار أنَّ الليبرالية الكلاسيكيَّة مخطئة في اعتقادها بأنَّ عدم تدخل الدولة في التجارة هو مفتاح عدم الاستغلال، ويقولون إنَّه شرطٌ ضروري ولكنَّه غير كافٍ.

## مفاهيم كلاسيكيَّة جديدة
ينظر معظم الاقتصاديين الكلاسيكيين الجدد للاستغلال من خلال نظرية ديفيد ريكاردو عن فائض القيمة أو الربح، في حين تُعرِّف بعض النظريَّات الاقتصاديَّة الكلاسيكيَّة الجديدة الاستغلال بأنَّه عدم التساوي بين إنتاجيَّة العمال وأجورهم، بحيث تكون هذه الأجور أقل من قيمة العمل، أو عندما يُفرض على العامل القيام بإنتاج إضافي أو زائد للحصول على أجر لايساوي قيمة ما ينتجه، ولهذا يؤكِّد أصحاب النظريات الكلاسيكية الجديدة على الحاجة إلى نوع من إعادة توزيع الدخل أو الربح على الفقراء أو للمزارعين والفلاحين أو أي مجموعة بحاجة للرعاية الاجتماعية، ومع ذلك ليس صحيحاً أنَّ الاقتصاديين الكلاسيكيين الجدد يقبلون بنظرية الإنتاج وتوزيع الدخل العادل كمبدأ عام عند التعامل مع الاستغلال أو وصفه، لأنَّ جميع العوامل يجب أخذها بعين الاعتبار وليس فقط توزيع الدخل أو الفائض، وهذا ما تصفه معادلة أويلر:
f(K,L)= fK(K,L)K+fL(K,L)L
- F هي وظيفة الإنتاج
- K هو رأس المال
- L هو العمل

تشرح هذه المعادلة كيف أنَّ عدة عوامل متغيَّرة تتداخل في طريقة توزيع الربح، وسيكون هناك توازن كامل إذا ما تمَّ توزيع الأرباح أو الفائض على رأس المال والعمالة على حدٍّ سواء، الأمر الذي سيؤدي إلى استنفاذ إجمالي الإنتاج.
ومن وجهة النظر هذه فإنَّ الاستغلال لا يمكن أن يحدث إلا في رأسمالية غير كاملة تكون المنافسة فيها غير تامة، ومع هذه الأفكار الكلاسيكيَّة الجديدة سيكون من الصعب أو النادر عدم حدوث استغلال، وهذا يجعل من تسويق المنتجات في سوق العمل هو السبب الرئيسي لحدوث استغلال العمال.

## العمالة المأجورة
وُجِّهت انتقادات كبيرة لمبدأ العمل المأجور الذي تمَّت صياغته واستخدامه في الأنظمة الاقتصادية السوقيَّة اليوم، خصوصاً من قبل الاشتراكيين والنقابيين، من خلال استخدامهم لمصطلح أجر الاستعباد أو ثمن الاستعباد، وهم يعتبرون تجارة اليد العاملة أو استخدامها كسلعة يعتبر شكل من أشكال الاستغلال الاقتصادي المُشتق من الرأسمالية بشكل جزئي.
بحسب نعوم تشومسكي فإنَّ تحليل الآثار النفسية لأجر الاستعباد يعود لعصر النهضة في أوروبا، ويفترض ويلهام فون هومبولد في كتابه حدود عمل الدولة الصادر عام 1791 أنَّ كل ما لا ينبع من الإرادة الحرة للرجل هو إكراه حتى لو كان العمل أو الإنتاج مثيراً للإعجاب.
ويفترض الماركسيُّون أنَّ جعل العمل كسلعة هو الطريقة التي يقوم عليها مفهوم العمالة المأجورة، ويوفِّر هذا المفهوم نقطة أساسيَّة في نقدهم للرأسمالية وهجومهم عليها، حتى أنَّ ماركس نفسه يستخدم هذا المبدأ ليصف نظام الأجور الرأسمالي بأنَّه «أجر الاستعباد»، أي وسيلة بيد الرأسمالي لخفض المستوى المعيشي للعامل ليصبح كالعبد أو أقل حتى.